# A. J. Ramos
Alejandro Ramos Hinjos (né le 20 septembre 1986 à Lubbock, Texas, États-Unis) est un ancien lanceur de relève droitier des Ligues majeures de baseball.

## Carrière

### Marlins de Miami
Joueur des Red Raiders de l'université Texas Tech, A. J. Ramos est repêché en 21e ronde en 2009 par les Marlins de la Floride. Il fait ses débuts dans le baseball majeur avec les Marlins le 4 septembre 2012.
En 2013, il maintient une moyenne de points mérités de 3,15 en 80 manches lancées et 68 présences en relève pour Miami, et enregistre 86 retraits sur des prises.
En 2014, il effectue 68 nouvelles apparitions en relève et abaisse sa moyenne à seulement 2,11 points mérités accordés par partie. Il réussit 73 retraits sur des prises en 64 manches de travail et remporte 7 victoires sans perdre un seul match.
Sa moyenne remonte très légèrement à 2,30 en 2015, puis à 2,82 en 2016. La saison 2017 est sa plus difficile à Miami : lançant pour les Marlins jusqu'à la fin juillet, sa moyenne de points mérités s'élève à 3,63 en 40 matchs et 39 manches et deux tiers lancées.
De 2012 à 2017, Ramos apparaît en relève dans 325 matchs des Marlins et sa moyenne de points mérités se chiffre à 2,78 avec 379 retraits sur des prises en 327 manches et un tiers lancées.

### Mets de New York
Le 28 juillet 2017, les Marlins de Miami échangent A. J. Ramos aux Mets de New York contre deux joueurs de ligues mineures, le lanceur droitier Merandy Gonzalez et le voltigeur Ricardo Cespedes.